# Postanomus fuscus
Postanomus fuscus är en insektsart som beskrevs av Albino Morimasa Sakakibara 1974. Postanomus fuscus ingår i släktet Postanomus och familjen hornstritar. Inga underarter finns listade i Catalogue of Life.